# 벨기에 연방의회
벨기에 연방의회(프랑스어: Parlement fédéral belge, 네덜란드어: Föderales Parlament von Belgien, 독일어: Federaal Parlement van België)는 벨기에의 양원제 입법부이다.

## 같이 보기
- 벨기에의 정당